# Xylocopa caffra
Xylocopa caffra é uma espécie de Afrotropical abelha carpinteiro que varia do oeste ao centro e sul da África, além de Madagáscar e alguns arquipélagos do Oceano Índico.

## Aparência
As fêmeas são negras com duas bandas brancas ou amarelas sobre o tórax posterior e o primeiro segmento abdominal, respectivamente, enquanto os machos são uniformemente amarelos esverdeados. Fêmeas com faixas brancas estão associadas com condições climáticas secas durante o desenvolvimento larval, mas fêmeas de qualquer cor ou grau de cor, podem emergir da mesma cria. No Western Cape África do Sul todos têm bandas amarelas no entanto. Uma forma com bandas laranja-vermelhas ocorre na África Oriental.

## Biologia
A espécie se desenvolve bem em vários tipos de habitat, desde ambientes litorâneos úmidos até savanas secas. Os machos territoriais patrulham pequenas áreas em torno de plantas ou flores em particular. As fêmeas são ninhos solitários em galhos de 'Aloe' 'ou' 'Agave' ', galhos de árvores ou madeira. The nests are partitioned into various cells, separated by walls of glued wood residue. A wide variety of plants are used as sources of nectar and pollen.
Tal como acontece com outras abelhas de carpinteiro, as larvas são alimentadas com uma mistura de pólen e néctar. As fêmeas têm um Mutualismo com ácaros foréticos que são transportados do ninho para ninho em uma câmara abdominal, chamada de acarinarium. Os ácaros se alimentam de fungos que podem infestar as provisões de néctar e pólen das larvas.
Eles são parasitados por vários biota incluindo Anthrax, Coelopencyrtus, Dinogamasus, Hyperechia , Physocephala, Sennertia e Synhoria.

## Distribuição
Foi registrado a partir de Angola, Botswana, Camarões, República Centro-Africana, República do Congo, República Democrática do Congo , Etiópia, Guiné, Quénia, Malawi, Moçambique, Somália, África do Sul, Namíbia, Tanzânia, Uganda, Zâmbia e Zimbábue. Na região do Oceano Índico, ocorre em Madagascar, Ilha Comoro e Seychelles.

## Raças
Tem duas raças:
- X. c. caffra (Linnaeus, 1767)
- X. c. seychellensis (Cockerell, 1912)[6]